# Trapeziinae
De Trapeziinae vormen een onderfamilie van krabben (Brachyura) uit de familie Trapeziidae.

## Geslachten
De Trapeziinae omvatten de volgende geslachten:
- Trapezia  Berthold, 1827

### Uitgestorven
- Archaeotetra  †  Schweitzer, 2005
- Eomaldivia  †  Müller & Collins, 1991
- Paratetralia  †  Beschin, Busulini, De Angeli & Tessier, 2007